# Traxxion
Traxxion è un videogioco sparatutto fantascientifico pubblicato nel 1987 per Commodore 64 dalla CRL Group. Si controlla un veicolo che viaggia su una piattaforma spaziale lungo percorsi obbligati su binari (il titolo deriva presumibilmente da tracks, "binari"). Inizialmente venne annunciato come un seguito di Tau Ceti della CRL, ma i due giochi sono molto differenti. Erano previste anche conversioni per Amstrad CPC e ZX Spectrum, non confermate; quella per Spectrum viene descritta come pubblicata da alcuni siti Web, ma al 2018 non ci sono evidenze della sua esistenza.

## Modalità di gioco
Il giocatore controlla un veicolo simile a un carro armato che si muove lungo i binari della piattaforma spaziale Traxxion, un grande impianto nucleare che sta per esplodere a causa del precedente impatto di una cometa. L'obiettivo è trovare la via di fuga prima che scada il tempo rimanente alla fusione. L'area di gioco è un labirinto di percorsi luminescenti che si incrociano passando tra strutture futuristiche, con visuale dall'alto a scorrimento multidirezionale.
Il veicolo, sempre al centro dello schermo, avanza costantemente sui percorsi predefiniti e si può variare la velocità, senza mai fermarsi. Due indicatori a barre rappresentano le temperature dei sistemi di accelerazione e di freno, che se si surriscaldano per il troppo utilizzo non potranno più funzionare per un po', finché non scendono di nuovo sotto il livello critico. Con il tasto F7 si può invertire istantaneamente il verso di marcia, ma per far questo è necessario consumare uno degli EMI (convertitori elettromagnetici) disponibili in scorta limitata. Il veicolo ha una torretta che può ruotare in senso orario o antiorario e sparare raggi con munizioni illimitate in tutte le direzioni. Il puntamento della torretta è relativo al veicolo, perciò se questo cambia direzione a una curva, anche la direzione di mira cambia di colpo.
Agli incroci sono presenti degli scambi che si possono commutare sparando al relativo punto di controllo posto nelle vicinanze. Alcuni invece commutano da soli periodicamente. Il veicolo si distrugge e perde una vita se va a sbattere contro un'interruzione dovuta a uno scambio preso dal verso sbagliato, il fondo di un vicolo cieco, altri veicoli disarmati fuori controllo che viaggiano lungo i binari, oppure blocchi fissi che ostruiscono i binari. I veicoli e i blocchi possono essere distrutti sparandogli.
Altri obiettivi che si possono incontrare sono i serbatoi di carburante, da distruggere per guadagnare più tempo prima della fusione, e i disintegratori elettrostatici, che eliminano tutti i veicoli nelle vicinanze eccetto il proprio. Ci sono inoltre teletrasporti che collegano punti lontani della piattaforma; a video viene sempre mostrato il numero identificativo del teletrasporto più vicino.